# Eli Guttman
Eli Guttman (hebr. אלי גוטמן, ur. 24 lutego 1958) – izraelski piłkarz, a następnie trener piłkarski. Od 2011 roku jest selekcjonerem reprezentacji Izraela.

## Kariera piłkarska
Guttmann podczas kariery piłkarskiej grał w takich klubach jak: Beitar Netanja, Maccabi Neve Sha'anan i Maccabi Kiryat Bialik.

## Kariera trenerska
Po zakończeniu kariery piłkarskiej Guttman został trenerem. W swojej karierze prowadził takie kluby jak: Maccabi Kiryat Bialik, Beitar Hajfa, Maccabi Tirat Carmel, Maccabi Tamra, Hapoel Tzafririm Cholon, Maccabi Herclijja, Hapoel Beit She'an, dwukrotnie Hapoel Beer Szewa, dwukrotnie Hapoel Hajfa, Beitar Jerozolima, Hapoel Petach Tikwa, cypryjski Enosis Neon Paralimni, Maccabi Netanja, cypryjski AEL Limassol i Hapoel Tel Awiw. Dwukrotnie w swojej karierze trenerskiej wywalczył tytuł mistrza Izraela - w sezonie 1998/1999 z Hapoelem Hajfa oraz w sezonie 2009/2010 z Hapoelem Tel Awiw. Trzykrotnie zdobywał Puchar Izraela: 1997 (z Hapoelem Be'er Szewa), 2010 i 2011 (z Hapoelem Tel Awiw).
W grudniu 2011 roku Guttman został zatrudniony na stanowisku selekcjonera reprezentacji Izraela. Zastąpił Francuza Luisa Fernándeza. Swój debiut selekcjonerski zaliczył 29 lutego 2012 w towarzyskim meczu z Ukrainą, który Izrael przegrał 2:3.